# 若嵐武
若嵐 武（わかあらし たけし、1924年6月9日 - 没年不明）は、長野県北佐久郡岩村田町（現・同県佐久市）大字長土呂出身で西岩部屋（入門時は若松部屋）に所属した大相撲力士。本名は東城 武（とうじょう たけし）。現役時代は、最高位は西前頭18枚目（1951年1月場所）。現役当時の体格は180cm、84kg。得意手は右四つ、吊り、上手投げ。

## 来歴・人物
16歳の時に上京し、若松部屋（後、西岩部屋に改称）へ入門。1941年1月場所で初土俵（前相撲）翌5月場所で新序・翌1942年1月場所で序ノ口に昇進した。
生まれついての近視であり、それ故に相手から離れての取り口が困難であった。長身の割に細身で、右四つからの吊りや投げを得意とした。
その後、1949年10月場所で新十両に昇進し、1951年1月場所にて新入幕。だが初日から9連敗を喫するなど振るわず2勝13敗と大負けし、以降、約4年もの間十両に在ったが上位での大勝ちが無く、再入幕は成らなかった。東十両22枚目で2勝13敗と大敗し、幕下落ちが決定的となった1955年1月場所を以って、30歳で引退。
入門当初から「若嵐」の四股名を名乗っていたが、幕下に在位していた1946年11月場所の1場所のみ「信濃山（しなのやま）」を名乗り、現役後期の1953年1月場所以降は「千曲錦（ちくまにしき）」を名乗った。
その後は暫くの間、年寄・湊や同・西岩として後進を指導していたが、1967年7月場所後に廃業した。
廃業後は、大阪府内の警備会社「日本警備保障」に勤務したという。
その後、病にかかり亡くなったとされるが、享年及び没年月日は公表されなかった。
尚、1963年3月2日に誕生した息子の健夫も1981年5月場所に二子山部屋に入門、1982年1月場所より「若斗光（わかとひかり）」の四股名を名乗り土俵に上がっていたが、最高位は東序二段66枚目（1983年1月場所）に終わり、1983年9月場所・11月場所を連続で休場、番付外に陥落した翌1984年1月場所を以て廃業し、親子関取の実現には至らなかった。

## 主な戦績
- 通算成績：195勝210敗 勝率.481
- 幕内成績：2勝13敗 勝率.133
- 現役在位：37場所
- 幕内在位：1場所
- 各段優勝
  - 幕下優勝：1回（1949年5月場所）

| 1941年 （昭和16年） | （前相撲）               | x                | 新序 2–1              | x                  |
| 1942年 （昭和17年） | 西序ノ口5枚目 4–4        | x                | 西序二段53枚目 1–7    | x                  |
| 1943年 （昭和18年） | 西序二段71枚目 7–1       | x                | 東三段目52枚目 4–4    | x                  |
| 1944年 （昭和19年） | 西三段目41枚目 5–3       | x                | 東三段目16枚目 2–3    | 東三段目29枚目 2–3 |
| 1945年 （昭和20年） | x                        | x                | 西三段目28枚目 3–2    | 西三段目8枚目 4–1  |
| 1946年 （昭和21年） | x                        | x                | x                     | 西幕下16枚目 4–3   |
| 1947年 （昭和22年） | x                        | x                | 西幕下11枚目 3–2      | 東幕下4枚目 3–3    |
| 1948年 （昭和23年） | x                        | x                | 西幕下3枚目 3–3       | 東幕下2枚目 3–3    |
| 1949年 （昭和24年） | 東幕下筆頭 5–7           | x                | 東幕下6枚目 優勝 13–2 | 東十両10枚目 9–6   |
| 1950年 （昭和25年） | 西十両4枚目 6–9          | x                | 東十両7枚目 10–5      | 東十両2枚目 9–6    |
| 1951年 （昭和26年） | 西前頭18枚目 2–13        | x                | 西十両3枚目 5–10      | 西十両7枚目 8–7    |
| 1952年 （昭和27年） | 西十両5枚目 7–8          | x                | 西十両6枚目 6–9       | 西十両9枚目 6–9    |
| 1953年 （昭和28年） | 東十両12枚目 8–7         | 西十両12枚目 6–9 | 東十両16枚目 8–7      | 東十両14枚目 9–6   |
| 1954年 （昭和29年） | 西十両10枚目 7–8         | 東十両11枚目 8–7 | 西十両10枚目 7–8      | 東十両13枚目 4–11  |
| 1955年 （昭和30年） | 東十両22枚目 引退 2–13–0 | x                | x                     | x                  |
| 各欄の数字は、「勝ち-負け-休場」を示す。 優勝 引退 休場 十両 幕下 三賞：敢=敢闘賞、殊=殊勲賞、技=技能賞 その他：★=金星 番付階級：幕内 - 十両 - 幕下 - 三段目 - 序二段 - 序ノ口 幕内序列：横綱 - 大関 - 関脇 - 小結 - 前頭（「#数字」は各位内の序列） |                          |                  |                       |                    |

### 幕内対戦成績
| 力士名 | 勝数 | 負数 | 力士名   | 勝数 | 負数 | 力士名   | 勝数 | 負数 | 力士名 | 勝数 | 負数 |
| ------ | ---- | ---- | -------- | ---- | ---- | -------- | ---- | ---- | ------ | ---- | ---- |
| 大起   | 0    | 1    | 大ノ海   | 0    | 1    | 大昇     | 0    | 1    | 大晃   | 0    | 1    |
| 大蛇潟 | 0    | 1    | 甲斐ノ山 | 0    | 1    | 神錦     | 0    | 1    | 信夫山 | 0    | 1    |
| 常ノ山 | 0    | 1    | 十勝岩   | 0    | 1    | 那智ノ山 | 0    | 1    | 増巳山 | 0    | 1    |
| 宮城海 | 0    | 1    | 吉井山   | 1    | 0    |          |      |      |        |      |      |

## 改名歴
- 若嵐 武（わかあらし たけし、1942年1月場所-1945年11月場所）
- 信濃山 武（しなのやま たけし、1946年11月場所）
- 若嵐 武（わかあらし たけし、1947年6月場所-1952年9月場所）
- 千曲錦 武（ちくまにしき たけし、1953年1月場所-1955年1月場所）

## 年寄変遷
- 湊 武（みなと たけし、1955年1月-1956年5月）
- 西岩 丈師（にしいわ たけし、1956年5月-1967年7月）